# Štefan Hadalin
Štefan Hadalin (ur. 6 czerwca 1995 we Vrhnice) – słoweński narciarz alpejski, wicemistrz świata i czterokrotny medalista mistrzostw świata juniorów.

## Kariera
Po raz pierwszy na arenie międzynarodowej Štefan Hadalin pojawił się 25 listopada 2010 roku w Livigno, gdzie w zawodach juniorskich zajął 34. miejsce w slalomie. W 2012 roku wystartował na igrzyskach olimpijskich młodzieży w Innsbrucku, zajmując między innymi piąte miejsce w slalomie i siódme w superkombinacji. Rok później zwyciężył w slalomie podczas olimpijskiego festiwalu młodzieży Europy w Braszowie. W 2015 roku wystartował na mistrzostwach świata juniorów w Hafjell zdobywając kolejne dwa medale. Najpierw zajął drugie miejsce w superkombinacji, w której rozdzielił na podium swego rodaka, Mihę Hrobata oraz Loïca Meillarda ze Szwajcarii. Następnie zdobył srebrny medal w supergigancie, ponownie plasując się między Meillardem a Hrobatem. Brał także udział w mistrzostwach świata juniorów w Soczi w 2016 roku, gdzie był najlepszy w superkombinacji i w zawodach drużynowych. Srebrny medalista w superkombinacji na Mistrzostwach Świata 2019 w Åre. Lepszy okazał się tam jedynie Francuz Alexis Pinturault.
W zawodach Pucharu Świata zadebiutował 8 marca 2014 roku w Kranjskiej Gorze, gdzie nie ukończył pierwszego przejazdu w gigancie. Pierwsze pucharowe punkty wywalczył 17 stycznia 2016 roku w Wengen, zajmując 26. miejsce w slalomie. Na podium zawodów tego cyklu po raz pierwszy stanął 22 lutego 2019 roku w Bansku, kończąc superkombinację na trzeciej pozycji. Wyprzedzili go tylko Pinturault i Austriak Marcel Hirscher.

## Osiągnięcia

### Igrzyska olimpijskie
| Miejsce | Dzień     | Rok  | Miejscowość | Konkurencja     | Czas biegu | Strata | Zwycięzca       |
| ------- | --------- | ---- | ----------- | --------------- | ---------- | ------ | --------------- |
| 8.      | 13 lutego | 2018 | Pjongczang  | Superkombinacja | 2:06,52    | +2,42  | Marcel Hirscher |
| 21.     | 18 lutego | 2018 | Pjongczang  | Gigant          | 2:18,04    | +3,62  | Marcel Hirscher |
| DNF1    | 22 lutego | 2018 | Pjongczang  | Slalom          | 1:38,99    | –      | André Myhrer    |
| 9.      | 24 lutego | 2018 | Pjongczang  | Drużynowo       | –          | –      | Szwajcaria      |

### Mistrzostwa świata
| Miejsce | Dzień     | Rok  | Miejscowość       | Konkurencja       | Czas biegu | Strata | Zwycięzca              |
| ------- | --------- | ---- | ----------------- | ----------------- | ---------- | ------ | ---------------------- |
| 28.     | 13 lutego | 2017 | Sankt Moritz      | Superkombinacja   | 2:26,33    | +3,85  | Luca Aerni             |
| 9.      | 14 lutego | 2017 | Sankt Moritz      | Drużynowo         | –          | –      | Szwajcaria             |
| 28.     | 17 lutego | 2017 | Sankt Moritz      | Gigant            | 2:13,31    | +4,24  | Marcel Hirscher        |
| 10.     | 19 lutego | 2017 | Sankt Moritz      | Slalom            | 1:34,75    | +1,41  | Marcel Hirscher        |
| DNS     | 9 lutego  | 2019 | Åre               | Zjazd             | 1:19,98    | –      | Kjetil Jansrud         |
| 2.      | 11 lutego | 2019 | Åre               | Superkombinacja   | 1:47,71    | +0,24  | Alexis Pinturault      |
| 22.     | 15 lutego | 2019 | Åre               | Gigant            | 2:20,24    | +3,69  | Henrik Kristoffersen   |
| DNS2    | 17 lutego | 2019 | Åre               | Slalom            | 2:05,86    | –      | Marcel Hirscher        |
| 16.     | 16 lutego | 2021 | Cortina d’Ampezzo | Gigant równoległy | –          | –      | Mathieu Faivre         |
| 16.     | 19 lutego | 2021 | Cortina d’Ampezzo | Gigant            | 2:05,86    | +4,31  | Mathieu Faivre         |
| 7.      | 21 lutego | 2021 | Cortina d’Ampezzo | Slalom            | 1:46,48    | +1,50  | Sebastian Foss Solevåg |

### Mistrzostwa świata juniorów
| Miejsce | Dzień     | Rok  | Miejscowość | Konkurencja     | Czas biegu | Strata | Zwycięzca                |
| ------- | --------- | ---- | ----------- | --------------- | ---------- | ------ | ------------------------ |
| 12.     | 26 lutego | 2014 | Jasná       | Superkombinacja | 2:21,69    | +1,20  | Matteo De Vettori        |
| 19.     | 26 lutego | 2014 | Jasná       | Supergigant     | 1:30,63    | +1,58  | Marco Schwarz            |
| 12.     | 2 marca   | 2014 | Jasná       | Zjazd           | 1:17,31    | +0,63  | Adrian Smiseth Sejersted |
| 30.     | 4 marca   | 2014 | Jasná       | Gigant          | 2:03,14    | +6,20  | Henrik Kristoffersen     |
| DNF1    | 5 marca   | 2014 | Jasná       | Slalom          | 1:37,21    | –      | Henrik Kristoffersen     |
| 13.     | 8 marca   | 2015 | Hafjell     | Gigant          | 2:23,37    | +2,58  | Henrik Kristoffersen     |
| 8.      | 9 marca   | 2015 | Hafjell     | Slalom          | 1:37,55    | +2,24  | Henrik Kristoffersen     |
| 2.      | 11 marca  | 2015 | Hafjell     | Kombinacja      | 1:58,25    | +0,88  | Loïc Meillard            |
| 2.      | 11 marca  | 2015 | Hafjell     | Supergigant     | 1:15,87    | +0,36  | Miha Hrobat              |
| 34.     | 13 marca  | 2015 | Hafjell     | Zjazd           | 1:29,62    | +2,22  | Henri Battilani          |
| 5.      | 27 lutego | 2016 | Soczi       | Zjazd           | 1:11,66    | +0,48  | Erik Arvidsson           |
| 9.      | 29 lutego | 2016 | Soczi       | Supergigant     | 1:09,95    | +0,87  | Matthieu Bailet          |
| 1.      | 1 marca   | 2016 | Soczi       | Superkombinacja | 1:56,16    | –      | –                        |
| 6.      | 3 marca   | 2016 | Soczi       | Gigant          | 2:14,32    | +2,56  | Marco Odermatt           |
| 1.      | 4 marca   | 2016 | Soczi       | Drużynowo       | ?          | –      | –                        |
| DNF2    | 5 marca   | 2016 | Soczi       | Slalom          | 1:36,84    | –      | Istok Rodeš              |

### Puchar Świata

#### Miejsca w klasyfikacji generalnej
- sezon 2013/2014: –
- sezon 2014/2015: –
- sezon 2015/2016: –
- sezon 2016/2017: 93.
- sezon 2017/2018: 79.
- sezon 2018/2019: 45.
- sezon 2019/2020: 54.
- sezon 2020/2021: 40.
- sezon 2021/2022: 98.

#### Miejsca na podium
1. Bansko – 22 lutego 2019 (superkombinacja) – 3. miejsce